# Limoeiro do Ajuru
Limoeiro do Ajuru é um município brasileiro do estado do Pará e sua população era estimada, em 2016, de 27.760 habitantes. A cidade possui uma área de 1.404,559 km² e esta a uma altitude de 28 metros em relação ao nível do mar. Faz parte do munícipio a Ilha Araraí.

## História
No ano de 1956 houve uma tentativa de provocar o desmembramento de parte da área territorial do município de Cametá, para dar lugar ao nascimento do município de Limoeiro do Ajuru. Entretanto, a ação não prosperou, porque o Supremo Tribunal Federal declarou a ação como um ato inconstitucional. Em 1961 o desmembramento foi efetivado, mediante a promulgação da Lei nº 2.460, assim, Cametá cede as terras pertencentes ao distrito de Janua-Coeli, surgindo então o Município de Limoeiro do Ajuru, que teve como primeiro prefeito Laurentino da Silva, que contribuiu para o desenvolvimento do município.

## Esporte
Em julho ocorre o Festival Esportivo de Futsal, em que participam os melhores times do município, como CSKA, Galo, Inter de Limão, Lacemel, Pelica e Skema.